# Îlot de Cala d’Alga
Die Îlot de Cala d’Alga ist eine zu Frankreich gehörende unbewohnte Insel im Mittelmeer.

## Lage
Sie liegt etwa 1,5 Kilometer vor der Westküste Korsikas und gehört zum Gebiet der Stadt Ajaccio. Die Cala d’Alga gehört zur Inselgruppe Îles Sanguinaires. Sie besteht aus rotem Porphyrgestein und erstreckt sich von Südosten nach Nordwesten über etwa 160 Meter bei einer Breite von bis zu 100 Metern. Sie erreicht eine Höhe von 30 Metern und liegt nur etwa 20 Meter vor der Nordostspitze der deutlich größeren Insel Grande Sanguinaire. Nordöstlich liegt die Île de l’Oga. Cala d’Alga ist als Naturschutzgebiet ausgewiesen.